# Marele Premiu al Spaniei din 2021
Marele Premiu al Spaniei din 2021 (cunoscut oficial ca Formula 1 Aramco Gran Premio de España 2021) a fost o cursă de Formula 1 care s-a desfășurat între 7 și 9 mai 2021 la Barcelona, Spania. Cursa a fost cea de-a patra etapă a Sezonului de Formula 1 din 2021, fiind pentru a cincizeci și una oară când se desfășoară o etapă de Formula 1 în Spania, cea de a treizeci și una oară când se desfășoară la Barcelona.

## Clasament

### Calificări
| Poz.                  | Nr. | Pilot              | Constructor               | Timpi calificări | Timpi calificări | Timpi calificări | Grila finală |
| Poz.                  | Nr. | Pilot              | Constructor               | Q1               | Q2               | Q3               | Grila finală |
| --------------------- | --- | ------------------ | ------------------------- | ---------------- | ---------------- | ---------------- | ------------ |
| 1                     | 44  | Lewis Hamilton     | Mercedes                  | 1:18,245         | 1:17,166         | 1:16,741         | 1            |
| 2                     | 33  | Max Verstappen     | Red Bull Racing-Honda     | 1:18,090         | 1:16,922         | 1:16,777         | 2            |
| 3                     | 77  | Valtteri Bottas    | Mercedes                  | 1:18,005         | 1:17,142         | 1:16,873         | 3            |
| 4                     | 16  | Charles Leclerc    | Ferrari                   | 1:18,041         | 1:17,717         | 1:17,510         | 4            |
| 5                     | 31  | Esteban Ocon       | Alpine-Renault            | 1:18,281         | 1:17,743         | 1:17,580         | 5            |
| 6                     | 55  | Carlos Sainz Jr.   | Ferrari                   | 1:18,205         | 1:17,656         | 1:17,620         | 6            |
| 7                     | 3   | Daniel Ricciardo   | McLaren-Mercedes          | 1:18,264         | 1:17,719         | 1:17,622         | 7            |
| 8                     | 11  | Sergio Pérez       | Red Bull Racing-Honda     | 1:18,203         | 1:17,669         | 1:17,701         | 8            |
| 9                     | 4   | Lando Norris       | McLaren-Mercedes          | 1:17,821         | 1:17,696         | 1:18,010         | 9            |
| 10                    | 14  | Fernando Alonso    | Alpine-Renault            | 1:18,281         | 1:17,966         | 1:18,147         | 10           |
| 11                    | 18  | Lance Stroll       | Aston Martin-Mercedes     | 1:18,241         | 1:17,974         | N/A              | 11           |
| 12                    | 10  | Pierre Gasly       | AlphaTauri-Honda          | 1:18,190         | 1:17,982         | N/A              | 12           |
| 13                    | 5   | Sebastian Vettel   | Aston Martin-Mercedes     | 1:18,289         | 1:18,079         | N/A              | 13           |
| 14                    | 99  | Antonio Giovinazzi | Alfa Romeo Racing-Ferrari | 1:18,549         | 1:18,356         | N/A              | 14           |
| 15                    | 63  | George Russell     | Williams-Mercedes         | 1:18,445         | 1:19,154         | N/A              | 15           |
| 16                    | 22  | Yuki Tsunoda       | AlphaTauri-Honda          | 1:18,556         | N/A              | N/A              | 16           |
| 17                    | 7   | Kimi Räikkönen     | Alfa Romeo Racing-Ferrari | 1:18,917         | N/A              | N/A              | 17           |
| 18                    | 47  | Mick Schumacher    | Haas-Ferrari              | 1:19,117         | N/A              | N/A              | 18           |
| 19                    | 6   | Nicholas Latifi    | Williams-Mercedes         | 1:19,219         | N/A              | N/A              | 19           |
| 20                    | 9   | Nikita Mazepin     | Haas-Ferrari              | 1:19,807         | N/A              | N/A              | 20           |
| Regula 107%: 1:23,268 |     |                    |                           |                  |                  |                  |              |
| Sursa:                |     |                    |                           |                  |                  |                  |              |

Note
- ^1 – Nikita Mazepin a primit o penalizare de trei locuri pentru că s-a interpus în fața lui Lando Norris în prima partea calificărilor. Penalizarea nu va fi impusă întrucât Mazepin pornește de pe ultimul loc.[4]

### Cursa
| Poz.                                                                            | No. | Pilot              | Constructor               | Tururi | Timp/Retras | Grilă | Puncte |
| ------------------------------------------------------------------------------- | --- | ------------------ | ------------------------- | ------ | ----------- | ----- | ------ |
| 1                                                                               | 44  | Lewis Hamilton     | Mercedes                  | 66     | 1:33:07,680 | 1     | 25     |
| 2                                                                               | 33  | Max Verstappen     | Red Bull Racing-Honda     | 66     | +15,841     | 2     | 19     |
| 3                                                                               | 77  | Valtteri Bottas    | Mercedes                  | 66     | +26,610     | 3     | 15     |
| 4                                                                               | 16  | Charles Leclerc    | Ferrari                   | 66     | +54,616     | 4     | 12     |
| 5                                                                               | 11  | Sergio Pérez       | Red Bull Racing-Honda     | 66     | +1:03,671   | 8     | 10     |
| 6                                                                               | 3   | Daniel Ricciardo   | McLaren-Mercedes          | 66     | +1:13,768   | 7     | 8      |
| 7                                                                               | 55  | Carlos Sainz Jr.   | Ferrari                   | 66     | +1:14,670   | 6     | 6      |
| 8                                                                               | 4   | Lando Norris       | McLaren-Mercedes          | 66     | +1 tur      | 9     | 4      |
| 9                                                                               | 31  | Esteban Ocon       | Alpine-Renault            | 66     | +1 tur      | 5     | 2      |
| 10                                                                              | 10  | Pierre Gasly       | AlphaTauri-Honda          | 66     | +1 tur      | 12    | 1      |
| 11                                                                              | 18  | Lance Stroll       | Aston Martin-Mercedes     | 65     | +1 tur      | 11    |        |
| 12                                                                              | 7   | Kimi Räikkönen     | Alfa Romeo Racing-Ferrari | 65     | +1 tur      | 17    |        |
| 13                                                                              | 5   | Sebastian Vettel   | Aston Martin-Mercedes     | 65     | +1 tur      | 13    |        |
| 14                                                                              | 63  | George Russell     | Williams-Mercedes         | 65     | +1 tur      | 15    |        |
| 15                                                                              | 99  | Antonio Giovinazzi | Alfa Romeo Racing-Ferrari | 65     | +1 tur      | 14    |        |
| 16                                                                              | 6   | Nicholas Latifi    | Williams-Mercedes         | 65     | +1 tur      | 19    |        |
| 17                                                                              | 14  | Fernando Alonso    | Alpine-Renault            | 65     | +1 tur      | 10    |        |
| 18                                                                              | 47  | Mick Schumacher    | Haas-Ferrari              | 64     | +2 tururi   | 18    |        |
| 19                                                                              | 9   | Nikita Mazepin     | Haas-Ferrari              | 64     | +2 tururi   | 20    |        |
| Ab                                                                              | 22  | Yuki Tsunoda       | AlphaTauri-Honda          | 6      | Electice    | 16    |        |
| Cel mai rapid tur: Max Verstappen (Red Bull Racing-Honda) – 1:18.149 (turul 62) |     |                    |                           |        |             |       |        |
| Sursa:                                                                          |     |                    |                           |        |             |       |        |

## Clasament campionat după cursă
|   | Poz. | Pilot           | Puncte |
| - | ---- | --------------- | ------ |
|   | 1    | Lewis Hamilton  | 94     |
|   | 2    | Max Verstappen  | 80     |
| 1 | 3    | Valtteri Bottas | 47     |
| 1 | 4    | Lando Norris    | 41     |
|   | 5    | Charles Leclerc | 40     |

|  | Poz. | Constructor           | Puncte |
|  | ---- | --------------------- | ------ |
|  | 1    | Mercedes              | 141    |
|  | 2    | Red Bull Racing-Honda | 112    |
|  | 3    | McLaren-Mercedes      | 65     |
|  | 4    | Ferrari               | 60     |
|  | 5    | Alpine-Renault        | 15     |

- Notă: Doar primele cinci locuri sunt prezentate în ambele clasamente.